# Jo Maso
Joseph Maso (Toulouse, 27 de diciembre de 1944) es un exjugador francés de rugby que se desempeñaba como centro. Desde 2014 es miembro del Salón de la Fama de la World Rugby.

## Selección nacional
Jo Maso jugó para Les Bleus entre 1966 y 1973. Formó parte el equipo francés que logró el primer Grand Slam en el 5 Naciones del año 1968. Ese mismo año participó en el Tour que la Selección realizó por Australia y Nueva Zelanda, donde vencieron en los dos partidos frente a Australia. Representó a Francia en 25 Test.

## Palmarés
- Campeón del Torneo de las Seis Naciones de 1967 y 1968 con Grand Slam.